# 吕僧珍
呂僧珍（454—511年），字元瑜，東平范人。世居廣陵。

## 生平
起自寒賤。始童兒時，從師學，有相工歷觀諸生，指僧珍謂博士曰，此有奇聲，封侯相也。年二十余，依宋丹陽尹劉秉，秉誅后，事太祖文皇為門下書佐。身長七尺五寸，容貌甚偉。在同類中少所褻狎，曹輩皆敬之。高祖以僧珍為輔國將軍、步兵校尉，出入臥內，宣通意旨。師及郢城，僧珍率所領頓偃月壘，俄又進據騎城。郢州平，高祖進僧珍為前鋒大將軍。大軍次江寧，高祖令僧珍與王茂率精兵先登赤鼻邏。其日，東昏將李居士與眾來戰，僧珍等要擊，大破之。乃與茂進軍于白板橋筑壘，壘立，茂移頓越城，僧珍獨守白板。建康城平，高祖命僧珍率所領先入清宮，與張弘策封檢府庫，即日以本官帶南彭城太守，遷給事黃門侍郎，領虎賁中郎將。高祖受禪，以為冠軍將軍、前軍司馬，封平固縣侯。

## 延伸阅读
[在维基数据编辑]
 《梁書·卷11》，出自姚思廉《梁書》
 《南史/卷56》，出自李延壽《南史》